# Leo Kreisch
Leo Kreisch (* 25. Juni 1895 in Xanten; † 1977) war ein deutscher Vizeadmiral der Kriegsmarine.

## Leben
Leo Kreisch trat am 1. April 1914 in die Kaiserliche Marine ein. Bis Juni 1915 diente er auf der Danzig und wurde hier Seekadett und Fähnrich zur See. Bis Ende 1915 war er auf der Wiesbaden. Er belegte bis Juli 1916 verschiedene Ausbildungskurse und wurde zum 13. Juli 1916 zum Leutnant zur See befördert. Anschließend war er bis Oktober 1918 auf der Regensburg. Bis Kriegsende war er zur Ausbildung an der U-Bootsschule.
Nach dem Krieg wurde er in die Reichsmarine übernommen und hier am 28. September 1920 Oberleutnant zur See. Am 1. April 1926 wurde er zum Kapitänleutnant und am 1. Oktober 1933 zum Korvettenkapitän befördert. 1931 hatte er als Torpedooffizier auf der Schleswig-Holstein gedient.
Im Oktober 1939 gab er den Posten als 1. Admiralstabsoffizier bei der Marinestation der Ostsee an Wolff-Ehrenreich von Arnswaldt ab und wurde Abteilungschef in Skl U I im OKM, was er bis August 1940 blieb. Anfang August 1940 übernahm er das Kommando über die Nürnberg. Anschließend war er vom 31. März 1941 bis Juli 1941 und erneut von September 1941 bis Januar 1942 Kommandant des Panzerschiffs Lützow. Zwischenzeitlich war er von Juli 1941 bis November 1941 Chef des Marinelehrkommandos Rumänien gewesen. Ab Februar 1942 war er Führer der U-Boote Italien mit Sitz in Rom und wurde nach der Überführung der Dienststelle auch Führer der U-Boote Mittelmeer. Im Januar 1944 gab er das Kommando an Kapitän zur See Werner Hartmann ab. Vom 24. Februar 1944 bis 29. Mai 1945, von Ende August 1944 bis Ende September 1944 vertreten durch Fregattenkapitän Martin Saltzwedel, war Kreisch Führer der Zerstörer. Am 1. Januar 1945 wurde er zum Vizeadmiral befördert.
Kreisch wohnte u. a. in der Marinesiedlung in Berlin-Zehlendorf.